# Megosztott szív
A Megosztott szív (The Divided Heart) egy 1954-es fekete-fehér brit filmdráma Charles Crichton rendezésében. A főszerepben Cornell Borchers, Yvonne Mitchell és Armin Dahlen. A produkciót hat BAFTA-díjra jelölték, amelyből hármat nyert el legjobb külföldi és brit színésznő, illetve Egyesült Nemzetek kategóriában.

## Cselekmény
Toni hároméves jugoszláv kisfiú, amikor 1942-ben a második világháború keltette zavargások alatt elkeveredik. A szövetségiek találják meg és egy kitelepítő táborba küldik. Szüleit keresve sajnos úgy tűnik, hogy minden közeli rokona áldozatul esett a háború borzalmainak. Toni árvaházba kerül, ahol egy gyermektelen német házaspár fogadja őt örökbe.
Franz és Inga elhalmozzák a kisfiút minden jóval és eltelik pár év. Egy nap azonban feltűnik Sonja, aki Toni szülőanyjának vallja magát. Sonja túlélte a háborút, és most megtalálta Tonit, hogy elvegye Franztól és Ingától. A házaspár ellenben nem hajlandó Tonit visszaadni, úgy tekintenek a fiúra, mint a sajátjukra. Megkezdődik a huzavona a két édesanya között, és bármi áron, de maguk mellett akarják tudni Tonit. Az ügy végül a bíróságra kerül, ahol a bírók megpróbálják Toni jólétét figyelembe venni. Annak ellenére, hogy sem a jövedelmi helyzete nem jó és ház sincs a feje felett, a főbíró úgy dönt, Toninak az igazi édesanyjára van szüksége.

## Szereplők
| Színész          | Szerep            |
| ---------------- | ----------------- |
| Cornell Borchers | Inga              |
| Yvonne Mitchell  | Sonja             |
| Armin Dahlen     | Franz             |
| Alexander Knox   | főbíró            |
| Geoffrey Keen    | Marks             |
| Liam Redmond     | első bíró         |
| Eddie Byrne      | második bíró      |
| Theodore Bikel   | Josip             |
| Pamela Stirling  | Poncet kisasszony |
| Michael Ray      | Toni              |
| Martin Stephens  | Hans              |
| André Mikhelson  | Miran professzor  |
| John Schlesinger | jegyszedő         |
| Alec McCowen     | riporter          |

## Díjak és jelölések
| Díj                          | Kategória                                                    | Eredmény |
| ---------------------------- | ------------------------------------------------------------ | -------- |
| BAFTA-díj                    | BAFTA-díj a legjobb brit filmnek                             | Jelölve  |
| BAFTA-díj                    | BAFTA-díj a legjobb brit színésznőnek (Yvonne Mitchell)      | Elnyerte |
| BAFTA-díj                    | BAFTA-díj a legjobb külföldi színésznőnek (Cornell Borchers) | Elnyerte |
| BAFTA-díj                    | BAFTA Egyesült Nemzetek Díj                                  | Elnyerte |
| BAFTA-díj                    | BAFTA-díj a legjobb brit forgatókönyvnek                     | Jelölve  |
| BAFTA-díj                    | BAFTA-díj a legjobb adaptált filmnek                         | Jelölve  |
| Amerikai Nemzeti Filmkritika | Legjobb külföldi filmek                                      | Elnyerte |